# Ko Chiao-lin
Ko Chiao-lin (* 14. September 1973) ist eine ehemalige taiwanische Fußballspielerin.

## Karriere
Ko spielte im November 1991 für Ming Chuan in ihrer taiwanischen Heimat. Die Angreiferin stand bei der Weltmeisterschaft 1991 im Kader der Nationalmannschaft, die das Viertelfinale erreichte, und kam auf zwei Einsätze gegen Italien (0:5) und Deutschland (0:3).